# Emmanuel Bangué
Emmanuel Bangué (* 21. Juli 1971 in Saint-Maur-des-Fossés) ist ein ehemaliger französischer Leichtathlet, der sich auf den Weitsprung spezialisiert hat. Seinen größten sportlichen Erfolg feierte er mit dem Gewinn der Bronzemedaille bei den Halleneuropameisterschaften 1998 in Valencia.

## Sportliche Laufbahn
Erste internationale Erfahrungen sammelte Emmanuel Bangué im Jahr 1996, als er bei den Halleneuropameisterschaften in Stockholm mit einer Weite von 7,82 m in der Qualifikationsrunde ausschied. Im Sommer nahm er an den Olympischen Sommerspielen in Atlanta teil und belegte dort mit 8,19 m im Finale den vierten Platz. Im Jahr darauf belegte er bei den Mittelmeerspielen in Bari mit 7,70 m den neunten Platz und anschließend schied er bei den Weltmeisterschaften in Athen mit 7,93 m in der Qualifikationsrunde aus. Zudem erreichte er mit der französischen 4-mal-100-Meter-Staffel das Finale, in dem die Mannschaft wegen eines Wechselfehlers disqualifiziert wurde. 1998 gewann er bei den Halleneuropameisterschaften in Valencia mit 8,05 m die Bronzemedaille hinter dem Ukrainer Oleksij Lukaschewytsch und Carlos Calado aus Portugal. Im Sommer belegte er dann bei den Freiluft-Europameisterschaften in Budapest mit 7,79 m den neunten Platz. Im Jahr darauf gelangte er bei den Weltmeisterschaften in Sevilla mit 7,94 m im Finale ebenfalls auf Rang neun und 2000 belegte er bei den Halleneuropameisterschaften in Gent mit 7,82 m den sechsten Platz. 2002 verpasste er bei den Halleneuropameisterschaften in Wien mit 7,58 m den Finaleinzug und 2006 beendete er seine aktive sportliche Laufbahn im Alter von 35 Jahren.
In den Jahren 1996 und 1999 wurde Bangué französischer Meister im Weitsprung im Freien sowie 1997, 1998 und 2000 in der Halle.